# Spípiyus Park
Spípiyus Park är en park i Kanada.   Den ligger i provinsen British Columbia, i den sydvästra delen av landet, 3 600 km väster om huvudstaden Ottawa. Spípiyus Park ligger 1 099 meter över havet.
Terrängen runt Spípiyus Park är kuperad åt sydväst, men åt nordost är den bergig. Spípiyus Park ligger uppe på en höjd.Runt Spípiyus Park är det mycket glesbefolkat, med 3 invånare per kvadratkilometer.. 